# 郦邑
酈邑是中國古代地名，位於現今河南省南陽市內鄉縣酈城村一帶。禹接受舜的禪讓，得到統治基礎。追封黃帝後人涓於酈邑，建立酈國。春秋中期，酈國被晉國攻滅，又被周天子封於陳留（河南省開封市），以原國名命姓，稱為酈姓。戰國時期酈邑被秦國吞併，屬商鞅封地。秦昭襄王35年，置南陽郡，轄有酈縣（囊括今內鄉區域），東接宛縣，南連鑲縣，西南依丹水縣，西北與析縣為鄰。